# Szypliszki
Szypliszki, (Litouws: Šipliškė) is een dorp in het Poolse woiwodschap Podlachië, in het district Suwalski. De plaats maakt deel uit van de gemeente Szypliszki en telt 300 inwoners.